# Mostra de Venise 1984
La Mostra de Venise 1984, 41e édition du festival international du film de Venise (41ª edizione della Mostra internazionale d'arte cinematografica), est un festival cinématographique qui se tient du 27 août au 7 septembre 1984 à Venise, en Italie.

## Jury
- Michelangelo Antonioni (président, Italie), Rafael Alberti (Espagne), Balthus (France), Evgueni Evtouchenko (URSS), Günter Grass (RFA), Joris Ivens (Pays-Bas), Erica Jong (É.-U.), Erland Josephson (Suède), Isaac Bashevis Singer (É.-U.), Paolo Taviani (Italie), Vittorio Taviani (Italie), Goffredo Petrassi (Italie).

## Compétition
- L'Amour à mort de Alain Resnais  France
- L'Amour par terre de Jacques Rivette  France
- L'Année du soleil calme (Rok spokojnego slonca) de Krzysztof Zanussi  Pologne
- L'Annonciation (Angyali udvozlet) d'András Jeles  Hongrie
- Bereg de Alexandre Alov et Vladimir Naoumov  Union soviétique
- Claretta de Pasquale Squitieri  Italie
- Da qiao xia mian de Chen Bai  Chine
- Dionysos de Jean Rouch  France
- Les Favoris de la lune de Otar Iosseliani  France
- Le futur est femme (Il futuro è donna) de Marco Ferreri  Italie
- Greystoke, la légende de Tarzan (Greystoke: The Legend of Tarzan, Lord of the Apes) de Hugh Hudson  Royaume-Uni
- La Guerre d'Angela (Angelas Krig) de Eija-Elina Bergholm  Finlande
- Maria's Lovers d'Andreï Kontchalovski  États-Unis
- La neve nel bicchiere de Florestano Vancini  Italie
- Ninguém Duas Vezes de Jorge Silva Melo  Portugal
- Les Nuits de la pleine lune de Éric Rohmer  France
- Paar de Goutam Ghose  Inde
- Sister Stella L. de Mike De Leon  Philippines
- Sonatine de Micheline Lanctôt  Canada
- Der Spiegel de Erden Kıral  Allemagne de l'Ouest
- Tukuma de Palle Kjærulff-Schmidt  Danemark
- Une saison italienne (Noi tre) de Pupi Avati  Italie
- Uno scandalo perbene de Pasquale Festa Campanile  Italie
- Ybris de Gavino Ledda  Italie
- Los zancos de Carlos Saura  Espagne

## Palmarès
- Lion d'or pour le meilleur film : L'Année du soleil calme (Rok spokojnego slonca) de Krzysztof Zanussi
- Grand prix spécial du jury : Les Favoris de la lune d'Otar Iosseliani
- Lion d'argent pour le meilleur premier film : Sonatine de Micheline Lanctôt
- Coupe Volpi pour la meilleure interprétation masculine : Naseeruddin Shah pour Paar de Goutam Ghose
- Coupe Volpi pour la meilleure interprétation féminine : Pascale Ogier pour Les Nuits de la pleine lune d'Éric Rohmer
- Lion d'or d'honneur : non décerné